# Can Corredor
Can Corredor és una masia de Palafrugell (Baix Empordà) protegida com a Bé Cultural d'Interès Local.

## Descripció
Masia que ha quedat integrada dins el nucli urbà que conserva un espai lliure -en voltat per una tanca de pedra- a migdia i a ponent que contribueix a mantenir el seu aspecte de masia. És una masia de tres crugies, de planta baixa i pis, amb teulada de doble vessant sobre els murs laterals. A la façana principal a migdia, les obertures estan emmarcades amb pedra i les llindes són d'una sola peça. Al costat de ponent d'aquesta façana hi ha un cos que sobresurt que té una galeria d'arcs de mig punt. Els paraments són remolinats, de color blanc. El ràfec és de rajola i teula. Els baixos són coberts amb voltes de pedra i el pis té bigues.